# Tupolev ANT-14
ANT-14 Pravda var et sovjetisk passagerfly, der var baseret på den mindre ANT-9. Flyet var det første sovjetiske fly fremstillet alene af metal og var drevet af 5 358kW Jupiter motorer. Den havde en 5-mands besætning,[kilde mangler] og kunne medbringe 36 passagerer. Dens maximale hastighed var 236 km/t, og normal hastighed 195 km/t. Pravda'ens vingefang var 40,40 meter; 16,6 meter længere end ANT-9.
Flyet blev fremstillet i 1931 og testet af Aeroflot i 1932. Flyet var langt større end andre fly i Aeroflots flåde, men der var imidlertid ikke noget behov for et fly med disse specifikationer, og der blev alene fremstillet et enkelt eksemplar af typen. Flyet blev benyttet som flagskibet i en af Sovjetunionen oprettet flyveenhed, der blev benyttet til propagandaformål, herunder rundflyvninger over Moskva. Flyet fik i den forbindelse navnet "Pravda" (russisk: "Правда").
I 1941 blev flyet trukket ud af tjeneste. 